# Rômulo
Segundo a tradição romana, RômuloPB, ou RómuloPE, foi o primeiro rei de Roma, cidade que fundou com seu irmão Remo em 753 a.C. A primeira menção a Rômulo ocorre em uma das vertentes do mito de Eneias, onde este possui um filho de nome "Rhomylos", que, por conseguinte, era pai do fundador de Roma, "Rhomos". Os primeiros relatos escritos acerca de Rômulo provêm de autores gregos, especialmente de Helânico de Mitilene (século V a.C.) e Quinto Fábio Pictor, que inspiraram o relato de autores clássicos como Tito Lívio, Plutarco e Dionísio de Halicarnasso.

## Biografia

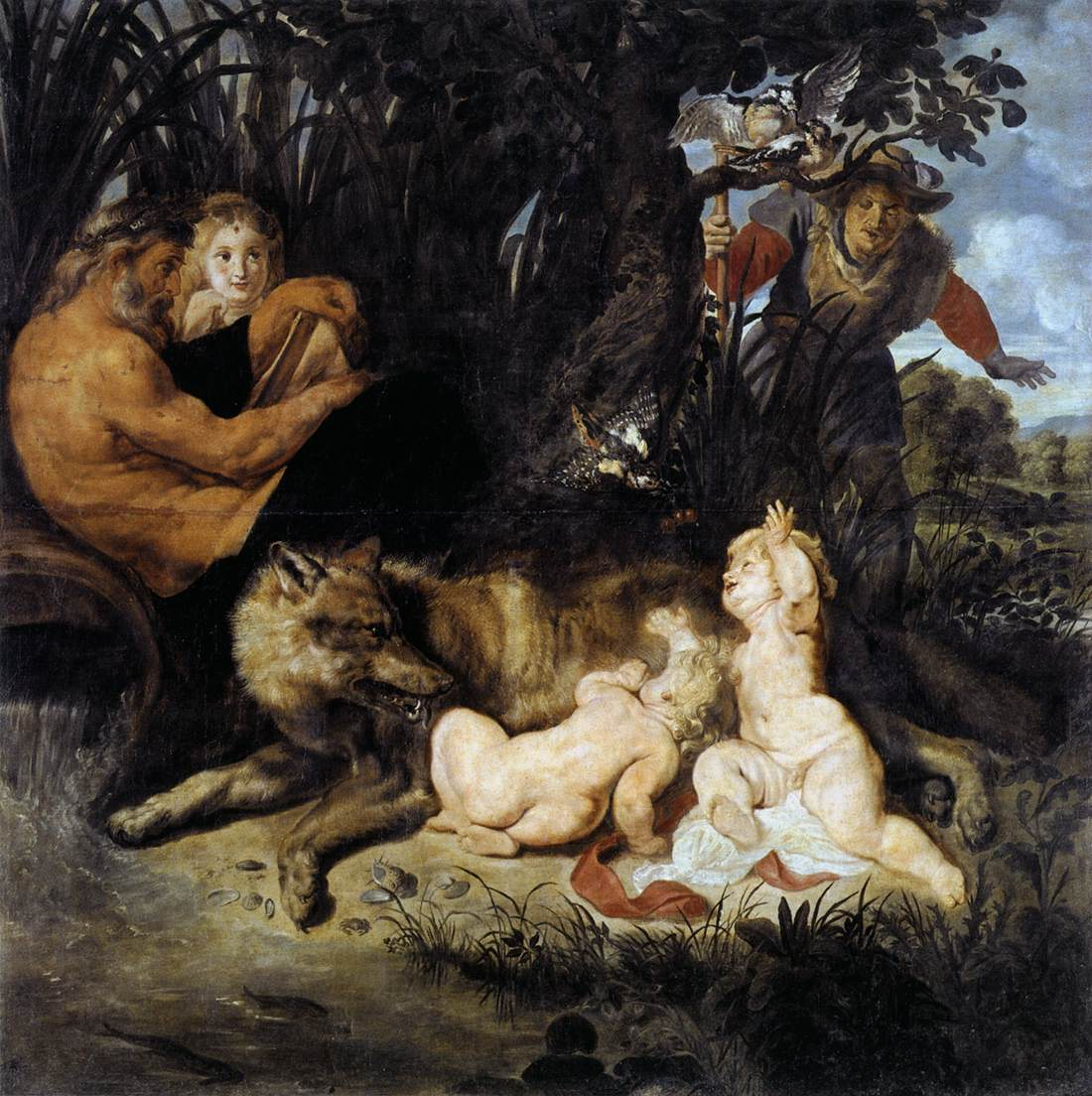
Rômulo e Remo, de Peter Paul Rubens, 1615-16,Museus Capitolinos, Roma

Rômulo e Remo eram filhos gêmeos de Reia Sílvia, filha de Numitor, rei de Alba Longa que havia sido derrubado por seu irmão Amúlio. Para garantir o trono, Amúlio assassina os descendentes varões de Numitor e obriga sua sobrinha Reia Sílvia a tornar-se vestal (sacerdotisa virgem, consagrada a deusa Vesta), no entanto, esta engravida do deus Marte e desta união foram gerados os irmãos Rômulo e Remo (nasceram em março de 771 a.C.). Como punição Amúlio prende Reia em um calabouço e manda jogar seus filhos no rio Tibre. Como um milagre, o cesto onde estavam as crianças acaba atolando em uma das margens do rio no sopé dos montes Palatino e Capitolino, em uma região conhecida como Germalo, onde são encontrados por uma loba que os amamenta; próximo às crianças estava um pica-pau, ave sagrada para os latinos e para o deus Marte, que os protege. Tempos depois, um pastor de ovelhas chamado Fáustulo encontra os meninos próximo ao pé da Figueira Ruminal (Ficus Ruminalis), na entrada de uma caverna chamada Lupercal. Ele os recolhe e leva-os para sua casa onde são criados por sua mulher Aca Larência.
Rômulo e Remo crescem junto dos pastores da região praticando caça, corrida e exercícios físicos; saqueavam as caravanas que passavam pela região à procura de espólio. Em um dos assaltos, Remo é capturado e levado para Alba Longa. Fáustulo, então, revela a Rômulo a história de sua origem. Este parte para a cidade de seus antepassados, liberta seu irmão, mata Amúlio, devolve Numitor ao trono e dá a sua mão todas as honrarias que lhe fossem devidas. Percebendo que não teriam futuro na cidade, os gêmeos decidem partir da cidade junto com todos os indesejáveis para então fundarem uma nova cidade no local onde foram abandonados. Rômulo queria chamá-la Roma e edificá-la no Palatino, enquanto Remo desejava nomeá-la Remora e fundá-la sobre o Aventino. Como forma de decidir foi estabelecido que deveria-se indicar, através dos auspícios, quem seria escolhido para dar o nome à nova cidade e reinar depois da fundação. Tal gerou divergência entre os espectadores o que gerou uma acirrada discussão entre os irmãos que terminou com a morte de Remo. Uma versão alternativa afirma que, para surpreender o irmão, Remo teria escalado o recém-construído pomério quadrangular da cidade e, tomado em fúria, Rômulo teria assassinado-o. Remo foi sepultado em um região ao sul do Aventino, conhecida como Remoria, sendo  também comemorado em 9 de maio a festa chamada Remuria (ou Lemuria) em sua homenagem.
Após a fundação da urbe (cidade), Rômulo convidou criminosos, escravos fugidos e auxiliares para darem auxílio na nova cidade, chegando assim a povoar cinco das sete colinas de Roma. Para conseguir esposas a seus cidadãos, Rômulo convidou os sabinos a um festival, onde raptou as mulheres sabinas e as levou a Roma. Após a conseguinte guerra com os sabinos, Rômulo uniu os sabinos e os romanos sob o governo de uma diarquia junto com o líder sabino Tito Tácio.
Rômulo dividiu a população de Roma entre homens fortes e aqueles não aptos para combater. Os combatentes constituíram as primeiras legiões romanas; embora o resto tenha se convertido em plebeus de Roma, Rômulo selecionou 100 dos homens de maior linhagem como senadores. Estes homens foram chamados pais e seus descendentes seriam os patrícios, a nobreza romana. Após a união entre romanos e sabinos, Rômulo agregou outros 100 homens ao senado. Também, sob o reinado de Rômulo, se estabeleceu a instituição dos augúrios como parte da religião romana, assim como a Assembleia Curiata. Rômulo dividiu o povo de Roma em três tribos: romanos (ramnes), sabinos (tícios) e o resto (lúceres). Cada tribo elegia dez cúrias, ou comunidade de varões (coviriae), fornecendo também 100 cavaleiros e 10 centúrias de infantes cada uma, formando assim a primeira legião de 300 ginetes e 3 000 infantes. Ocasionalmente podia convocar uma segunda legião em caso de urgência.

### Morte
Depois de 38 anos de reinado, Rômulo desapareceu em um turbilhão durante uma tempestade repentina e violenta, enquanto ele revisava suas tropas no Campus Martius. Livy diz que Rômulo foi assassinado pelos senadores, retirado membro por membro por ciúme, ou ele subiu ao céu pelo deus da guerra Marte. Livy acredita na última teoria sobre a morte do lendário rei, pois permite que os romanos acreditem que os deuses estão do seu lado, uma razão para eles continuarem a expansão sob o nome de Rômulo. Pronto seria recordado o primeiro grande conquistador, assim como um dos homens mais devotos, da história de Roma.
Romulus adquiriu seguidores em um culto, que mais tarde se assimilou ao culto a Quirino, talvez originalmente o deus indígena da população sabina. Após sua morte aos 54 anos de idade, foi divinizado como o deus da guerra Quirino, honrado não só como um dos três deuses principais de Roma, sendo também como a própria cidade de Roma divinizada.
Rômulo foi enterrado sob os degraus da Curia Julia no Fórum Romano. A tumba em si já esteve sob o "Comitium" - o ponto de encontro central da cidade antiga, onde os votos das assembleias públicas eram realizados. A tumba também fica perto do "Lapis Niger" - que significa "Pedra Negra" em latim - um antigo santuário pavimentado em mármore preto e que causa azar, com um bloco de pedra marcando o local onde dizia-se que Rômulo havia sido assassinado por membros do Senado. O sarcófago vazio de 1,4 metros no túmulo era feito de uma pedra vulcânica leve, chamada tuff, extraída do Monte Capitolino ao lado do Fórum.